# Wolfertshofen (Heimenkirch)

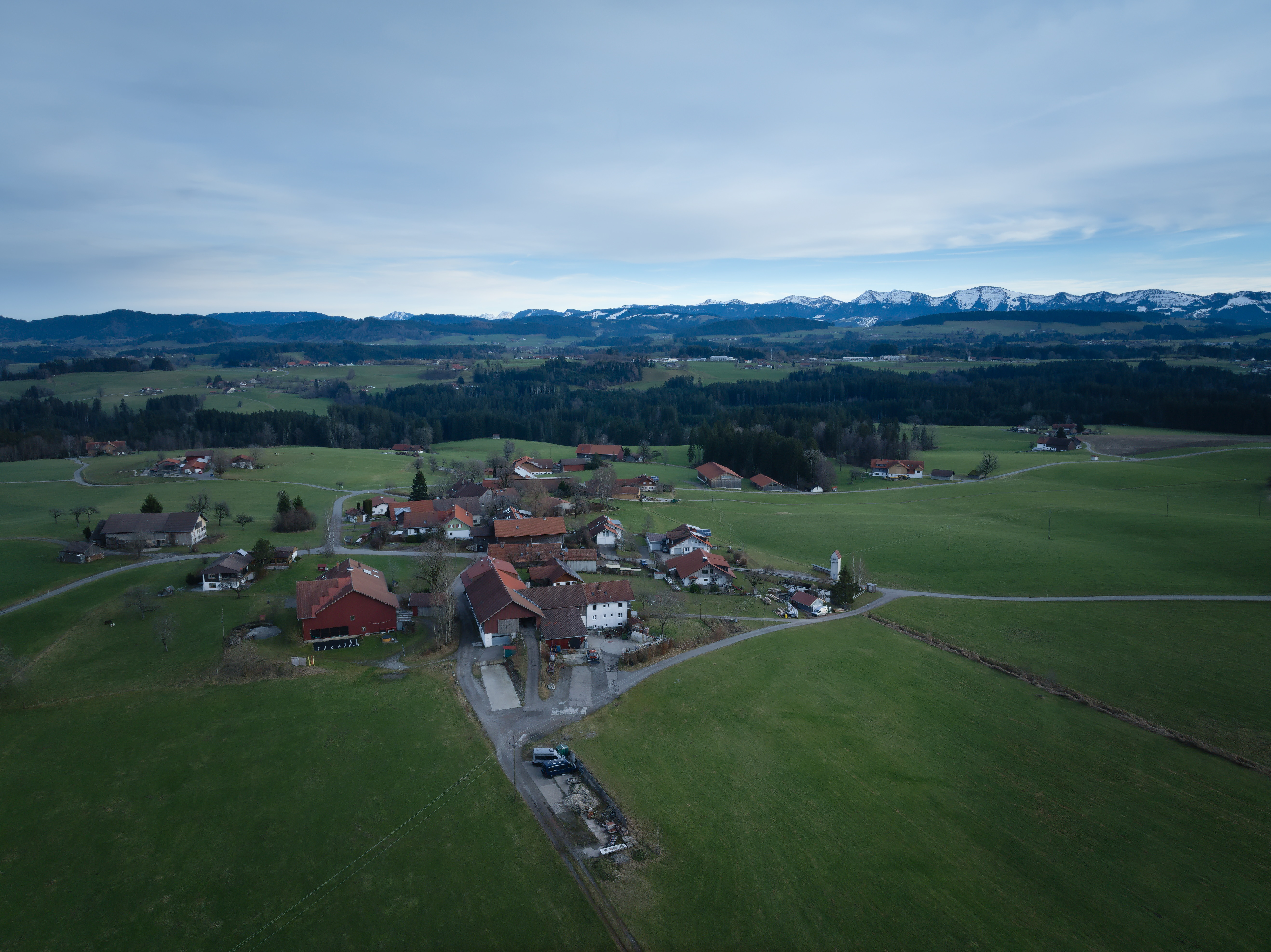
Wolfertshofen mit Blick auf Nagelfluhkette

Wolfertshofen (westallgäuerisch: Wolfərshofə) ist ein Gemeindeteil des Marktes Heimenkirch im bayerisch-schwäbischen Landkreis Lindau (Bodensee).

## Geographie
Das Dorf liegt circa zwei Kilometer nordöstlich des Hauptorts Heimenkirch und es ist Teil der Region Westallgäu.

## Geschichte
Wolfsertshofen wurde erstmals im Jahr 1390 urkundlich mit Claus der wagner von Wolferschouen erwähnt. Der Ortsname leitet sich vermutlich von den Personennamen Wolfhart, Wolfhar oder Wolfher ab. Nordöstlich des Orts befand sich das Schloss Tannenfels, das bis zum Umzug auf Schloss Syrgenstein im Jahr 1491 von den Sürgen bewohnt wurde. Im Jahr 1769 fand die Vereinödung in Wolfertshofen mit 18 Teilnehmern statt.

## Baudenkmäler
Siehe: Liste der Baudenkmäler in Wolfertshofen